# David Brunclík

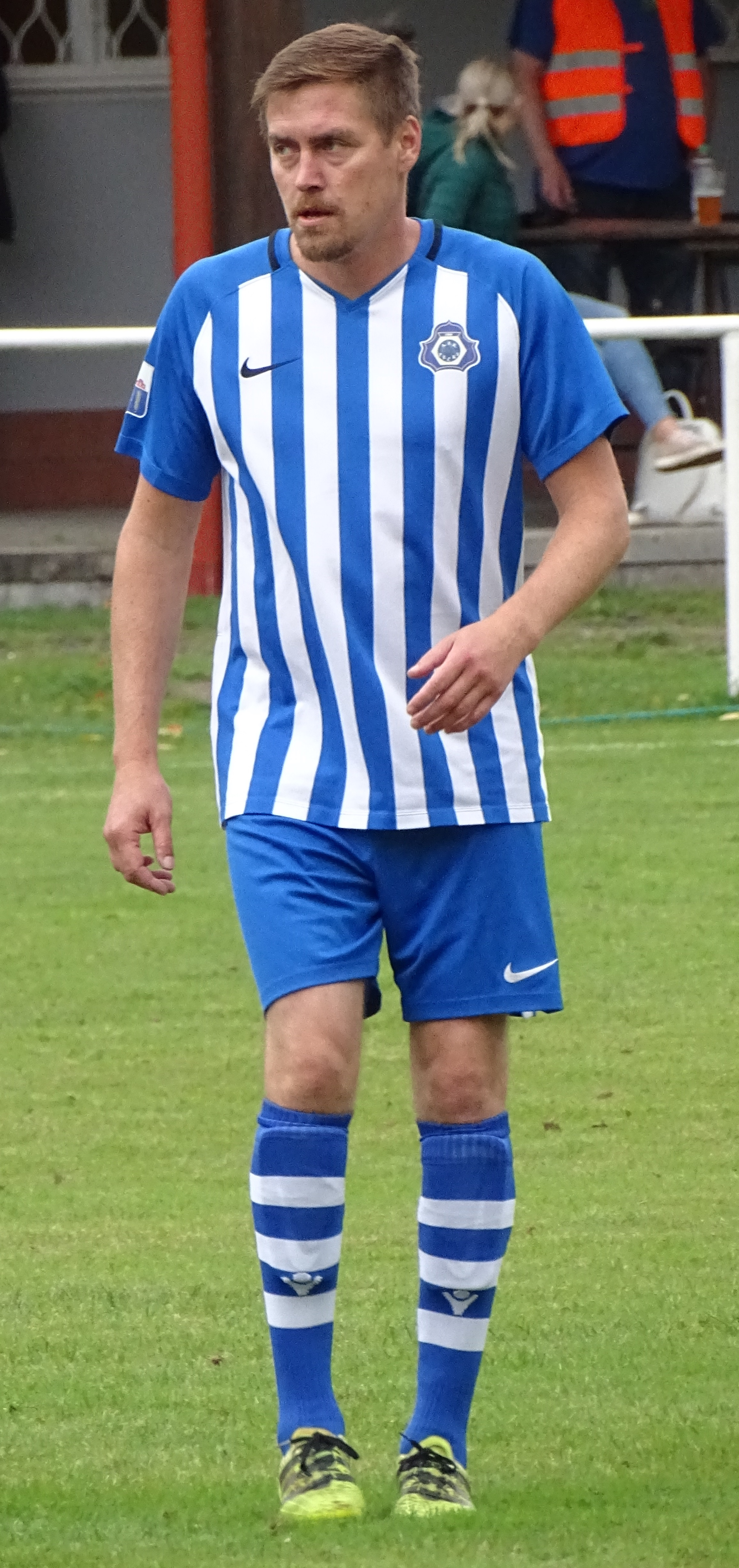
Hráč v dresu AFK Pečky

David Brunclík (* 17. dubna 1985) je český fotbalový záložník hrající za český divizní fotbalový klub FK Kratonohy. Tam působí od léta 2017, kdy přestoupil z Kolína.
S fotbalem začínal v FK Mladá Boleslav, jejímž kmenovým hráčem je do současnosti. Do vrcholového fotbalu poprvé nakoukl v jejím dresu v roce 2004. Do základní sestavy se ovšem nikdy natrvalo neprobojoval a v roce 2006 odešel na půlroční hostování do Blšan. Ani po návratu se mu nedařilo v Mladé Boleslavi uchytit a v roce 2008 odešel na půl roku hostovat na Kladno. Uchytit se mu podařilo až na dalším hostování, na které zamířil krátce po návratu z Kladna. V dresu druholigového Zenitu Čáslav vydržel do roku 2010. Následovalo půl roku v dresu Mladé Boleslavi a poté další hostování, tentokrát na severu Čech v druholigovém Ústí nad Labem. Po půl roce se ale vrací zpátky a v sezoně 2012/13 se mu poprvé daří výrazněji prosadit v dresu FK Mladá Boleslav, když nastoupil do 11 zápasů a vstřelil 1 gól. Na začátku roku 2014 odešel na další půlroční hostování, tentokrát do Dynama České Budějovice. Poté však odešel do Kolína, kde byly jeho fotbalové začátky. V Kolíně působil dvě sezony, poté odešel do Kratonoh. Kariéru plánuje završit v rodných Třech Dvorech na Kolínsku.